# An Nhứt
An Nhứt là một xã cũ thuộc huyện Long Điền, tỉnh Bà Rịa – Vũng Tàu, Việt Nam. Đây là một địa phương nổi tiếng với món bánh hỏi.

## Địa lý
Xã An Nhứt nằm ở phía đông huyện Long Điền, có vị trí địa lý:
- Phía đông và phía bắc giáp huyện Đất Đỏ
- Phía tây giáp xã An Ngãi và thị trấn Long Điền
- Phía nam giáp xã Tam Phước.

Xã có diện tích 5,25 km², dân số năm 1999 là 3.775 người, mật độ dân số đạt 719 người/km².

## Hành chính
Xã An Nhứt được chia thành 3 ấp: Đồng Trung, An Hòa và An Lạc.

## Lịch sử
Xã An Nhứt được thành lập vào ngày 23 tháng 7 năm 1999 trên cơ sở 525,08 ha diện tích tự nhiên và 3.623 người của xã Tam An cũ. Khi mới thành lập, xã thuộc huyện Long Đất.
Ngày 9 tháng 12 năm 2003, huyện Long Đất được chia thành hai huyện Long Điền và Đất Đỏ, xã An Nhứt thuộc huyện Long Điền.
Từ ngày 1 tháng 1 năm 2025, theo Nghị quyết số 1256/NQ-UBTVQH15 của Ủy ban Thường vụ Quốc hội, xã An Nhứt được sáp nhập với các xã An Ngãi và Tam Phước để thành lập xã Tam An trực thuộc huyện Long Đất.